# San Andreas (film)
Pour les articles homonymes, voir San Andreas.
Pour plus de détails, voir Fiche technique et Distribution.
San Andreas est un film américain réalisé par Brad Peyton, sorti en 2015.
Il met en scène une famille face aux événements dévastateurs qui touchent Los Angeles et San Francisco, causés par l'ouverture de la faille de San Andreas.
Le film se déroule en Californie. La faille de San Andreas finit par s'ouvrir et provoque un séisme de magnitude 9,6, le plus grand séisme de toute l'histoire. Ray Gaines, pilote d'hélicoptère de secours en montagne, et son ex-femme Emma quittent Los Angeles pour San Francisco dans l'espoir de retrouver et sauver leur fille désormais unique, Blake (sa sœur, Mallory, est morte noyée quelques années auparavant). Alors qu'ils s'engagent dans ce dangereux périple chaotique vers le nord de l'État et pensent que le pire est à présent derrière eux, ils ne tardent pas à comprendre que la réalité est bien plus effroyable encore.
Disponible en relief, le film sort le 27 mai 2015 en France et le 29 mai 2015 aux États-Unis, accompagné de critiques mitigées mais réalisant tout de même de très bons résultats au box-office.

## Synopsis

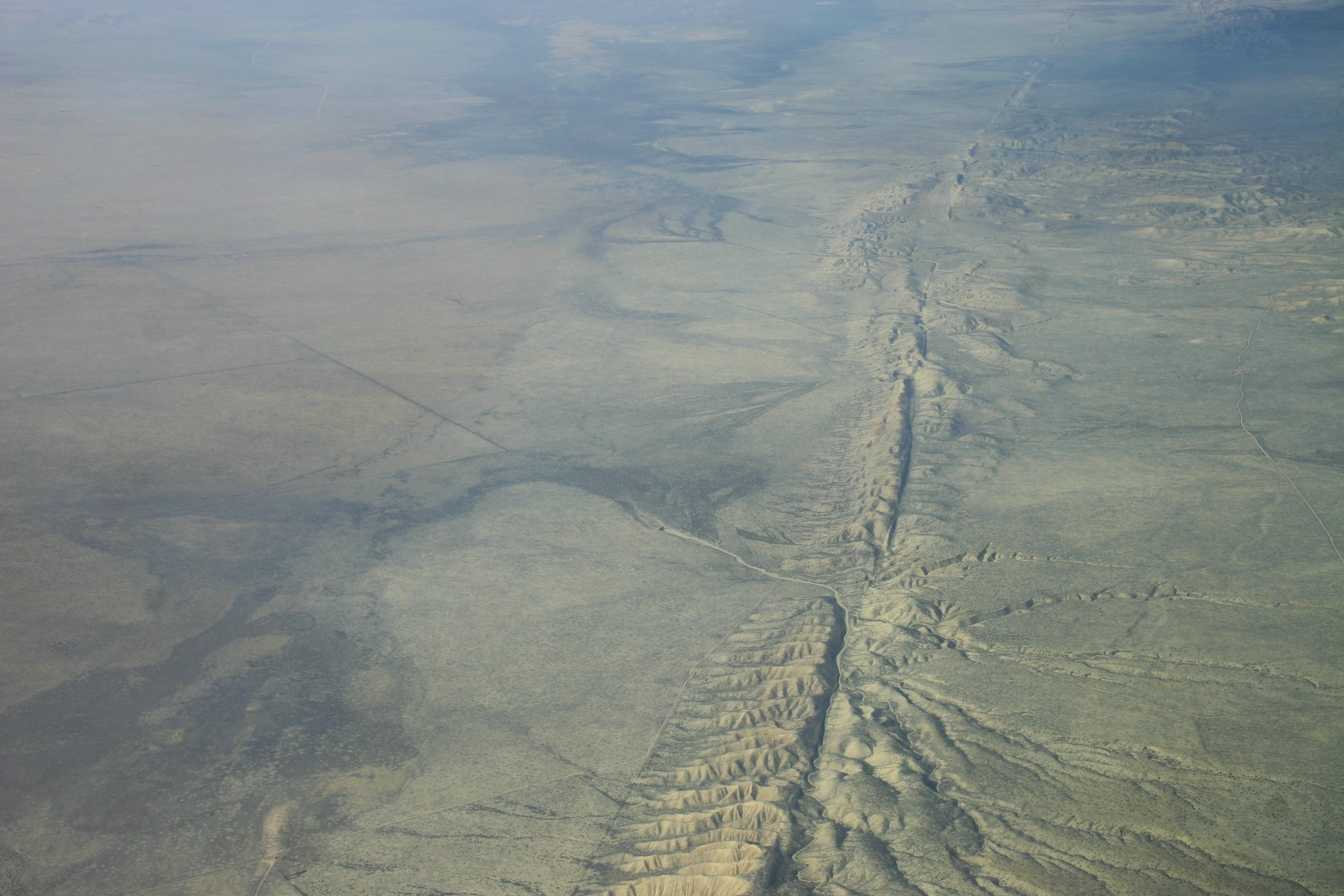
Vue aérienne de la faille de San Andreas dans la plaine de Carrizo en Californie centrale.

Dans la vallée de San Fernando, en Californie, une jeune femme, Nathalie, est secourue par un pilote d'hélicoptère de secours en montagne, Ray Gaines, à la suite d'un glissement de terrain de faible magnitude qui a causé la chute de sa voiture dans une gorge très étroite. Quelques jours plus tard, deux sismologues, le professeur Lawrence Hays et le docteur Kim Park, pensent qu'ils peuvent prévoir les séismes. Ils se rendent alors dans le Nevada, au barrage Hoover, sur le Colorado, où de légères secousses ont été détectées, afin de tester leur théorie.
Une fois sur place, ils constatent qu'ils peuvent bel et bien anticiper les séismes après qu'ils ont remarqué que des pulsations magnétiques dans le sol augmentent avant chaque secousse. Mais quelques secondes plus tard, Kim se rend compte que les pulsations ne cessent d'augmenter, et ce de manière très intense, ce qui finit par provoquer un séisme de magnitude 7,1, qui cause l'effondrement du barrage et la mort de Kim. Le lendemain, Lawrence profite de la présence d'une journaliste qui souhaite réaliser un reportage sur ce séisme pour annoncer qu'ils peuvent prévoir les séismes, mais l'interview est interrompue par l'arrivée de deux jeunes scientifiques, qui apprennent à Lawrence que de fortes secousses sismiques ont été détectées tout le long de la faille de San Andreas. Lawrence en vient à la conclusion que toute la faille de San Andreas est en train de s'ouvrir considérablement.
Au même moment, Los Angeles est ravagé par un séisme dévastateur de magnitude 8,5, et Emma, l'ex-épouse de Ray, suit les conseils de Ray via un portable et se réfugie en haut de l'immeuble dans lequel elle se trouvait. Alors qu'il s'apprêtait à partir au Nevada en hélicoptère, Ray change de direction pour aller sauver Emma avant que l'immeuble ne s'effondre. Entre-temps, le professeur Lawrence découvre que la faille de San Andreas est en pleine activité et que les secousses se dirigent vers San Francisco.
Blake, la fille désormais unique (sa sœur Malaury est morte noyée quelques années auparavant sans que son père ait pu la sauver) de Ray et Emma, qui se trouve à San Francisco avec Daniel (le compagnon d'Emma chez qui elle a emménagé), est abandonnée par ce dernier, qui préfère fuir le parking souterrain de l'immeuble où ils se trouvaient, plutôt que de sauver Blake. La jeune fille est coincée dans une voiture, et le plafond menace de rompre. Blake arrive cependant à prendre contact avec son père, qui prend alors la direction de San Francisco avec Emma. Blake est cependant entre-temps sauvée de justesse par deux frères, Ben et Ollie Taylor.
Toutefois, Lawrence découvre stupéfait que les pulsations actuelles sont identiques ou supérieures à celles qui ont précédé les séismes dévastateurs. Afin de prévenir la population que le pire est encore à venir, Lawrence demande que les médias soient piratés afin de communiquer l'information le plus vite possible.
Ray et Emma, qui ont été contraints de changer plusieurs fois de véhicule, atteignent San Francisco tant bien que mal mais sont obligés de quitter la baie en bateau lorsqu'ils découvrent l'arrivée imminente d'un tsunami. Ils parviennent à surmonter la gigantesque vague avant qu'elle ne s'écrase contre l'emblématique pont du Golden Gate, qui s'écroule en provoquant la mort de centaines de personnes, dont Daniel, qui est écrasé par un conteneur de bateau qui détruit le pont. Lawrence apprend alors à ses collègues que ce séisme était de magnitude 9,6, le plus grand de toute l'histoire.
Blake, Ben et Ollie se réfugient alors dans une tour, mais l'eau pénètre progressivement au sein du bâtiment. Ray et Emma parviennent alors à retrouver Blake après avoir sillonné les rues inondées en bateau, mais le bâtiment commence à céder, Blake se retrouve piégée, et l'eau monte de plus en plus. Ray tente de la sauver mais assiste impuissant à sa perte de conscience. Il parvient alors à l'évacuer du bâtiment et tente de la réanimer, et après plusieurs tentatives, Blake revient à la vie. Après la catastrophe de San Andreas, Ray, Emma, Blake, Ben et Ollie, rassemblés dans une base d'urgence, se réunissent face à un paysage dévasté et méconnaissable, et les secours s'activent autour d'eux.

## Fiche technique
Sauf indication contraire, les informations mentionnées dans cette section peuvent être confirmées par la base de données cinématographiques IMDb,  présente dans la section « Liens externes ».
- Titre original, français et québécois : San Andreas
- Réalisation : Brad Peyton
- Scénario : Carlton Cuse, d'après une histoire de Andre Fabrizio et Jeremy Passmore
- Musique : Andrew Lockington
- Direction artistique : Michael E. Goldman, Jacinta Leong, Tom Nursey, Matthew Putland et Charlie Revai
- Décors : Barry Chusid
- Costumes : Wendy Chuck
- Photographie : Steve Yedlin
- Son : Gregg Landaker, Per Hallberg, Tim LeBlanc
- Montage : Bob Ducsay
- Production : Beau Flynn

Production déléguée : Toby Emmerich, Bruce Berman, Richard Brener, Samuel J. Brown, Rob Cowan, Michael Disco et Tripp Vinson
Production associée : Wendy Jacobson
Coproduction : Hiram Garcia

Sociétés de production : Flynn Picture Company, avec la participation de New Line Cinema, en association avec Village Roadshow Pictures et RatPac-Dune Entertainment
- Sociétés de distribution : Warner Bros.
- Budget : 110 millions de $[2]
- Pays d’origine :  États-Unis
- Langue originale : anglais
- Format[3] : couleur - 35 mm / D-Cinema - 2,39:1 (Cinémascope) (Panavision) - son Dolby Digital | Datasat | Dolby Atmos
- Genres : action, aventures, thriller, catastrophe
- Durée : 114 minutes
- Dates de sortie[4] :
  - France, Belgique, Suisse romande : 27 mai 2015[5],[6]
  - États-Unis, Québec : 29 mai 2015[7]
- Classification[8] :
  -  États-Unis : Accord parental recommandé, film déconseillé aux moins de 13 ans (certificat #49751) (PG-13 - Parents Strongly Cautioned)[Note 1].
  -  France : Tous publics (visa d'exploitation no 142303 délivré le 20 mai 2015)[9].
  -  Belgique : Tous publics (Alle Leeftijden[5].
  -  Québec : 13 ans et plus (13+ / 13 years and over)[7].
  -  Suisse romande : Interdit aux moins de 12 ans[10].

## Distribution
- Dwayne Johnson (VF : Guillaume Orsat ; VQ : Benoit Rousseau) : Raymond Gaines
- Carla Gugino (VF : Odile Cohen ; VQ : Camille Cyr-Desmarais) : Emma Gaines
- Alexandra Daddario (VF : Caroline Victoria ; VQ : Stéfanie Dolan) : Blake Gaines
- Ioan Gruffudd (VF : Xavier Fagnon ; VQ : Gilbert Lachance) : Daniel Riddick
- Hugo Johnstone-Burt (en) (VF : Taric Méhani ; VQ : Gabriel Lessard) : Ben Taylor
- Art Parkinson (VF : Enzo Ratsito) : Ollie Taylor
- Paul Giamatti (VF : Daniel Lafourcade ; VQ : Pierre Auger) : Pr Lawrence Hayes
- Archie Panjabi (VF : Karine Texier ; VQ : Nadia Paradis) : Serena Johnson
- Will Yun Lee (VF : Stéphane Fourreau ; VQ : Hugolin Chevrette-Landesque) : Dr Kim Park
- Alec Utgoff (VF : Jean Rieffel) : Alexi
- Marissa Neitling : Phoebe
- Julian Shaw : Stoner
- Kylie Minogue (VF : Gaëlle Savary) : Susan Riddick
- Todd Williams (VF : Namakan Koné) : Marcus Crowlings
- Colton Haynes (VF : Alexandre Guansé) : Joby O'Leary
- Arabella Morton : Mallory Gaines
- Morgan Griffin (VF : Émilie Rault) : Natalie
- Matt Gerald (VF : Jérémie Covillault) : Harrison
- Laurence Coy (VF : Jean-Claude Sachot) : Elgin

 Source et légende : version française (VF) sur RS Doublage
 Source et légende : version québécoise (VQ) sur Doublage.qc.ca

## Production

### Genèse et développement
Le 1er décembre 2011, il est annoncé que la New Line Cinema produit un film catastrophe sur les tremblements de terre, San Andreas: 3D sur un scénario de Jeremy Passmore et Andre Fabrizzio. Le 5 juin 2012, le studio désigne Brad Peyton comme réalisateur du film. Le 18 juillet 2012, Carlton Cuse est choisi pour ré-écrire le scénario. Le 18 juillet 2013, Carey Hayes et Chad Hayes, les scénaristes du film d'horreur Conjuring : Les Dossiers Warren, sont également choisis pour ré-écrire le scénario du film une nouvelle fois. Le film est aussi produit par la New Line et Village Roadshow Pictures, avec la Flynn Picture Company et la Village Roadshow australienne.

### Distribution des rôles

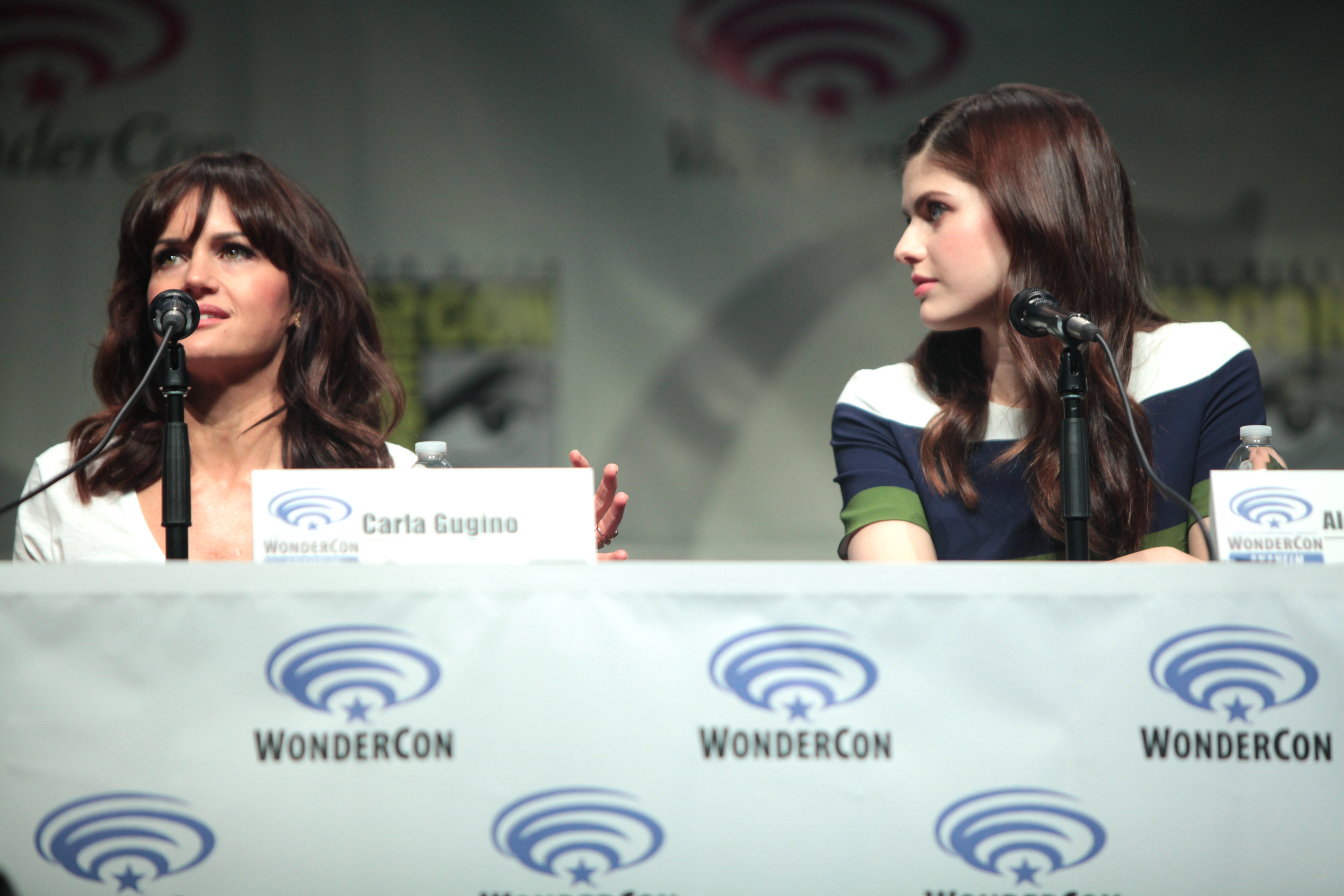
Les actrices principales Carla Gugino et Alexandra Daddario, au WonderCon 2015.

Le 14 octobre 2013, Dwayne Johnson est choisi pour interpréter le rôle d'un pilote d'hélicoptère à la recherche de sa fille après un tremblement de terre. Le 4 février 2014, Alexandra Daddario rejoint le casting. Le 12 mars, Carla Gugino rejoint elle aussi le casting du film où elle retrouve une nouvelle fois Dwayne Johnson avec qui elle a déjà partagé l'affiche de La Montagne ensorcelée et Faster. Le 14 mars, Art Parkinson, qui joue dans la série télévisée Game of Thrones, rejoint le casting, tout comme Archie Panjabi le 1er avril. Le 5 avril, Todd Williams rejoint le film pour jouer le rôle de Marcus Crowlings, un ami du personnage joué par Dwayne Johnson. Le 15 avril, Colton Haynes, vu dans les séries télévisées Teen Wolf et Arrow, rejoint le film dans un rôle secondaire. Le 29 avril, Ioan Gruffudd rejoint le casting du film dans le rôle du nouveau petit-ami du personnage de Carla Gugino. Courant juin, la chanteuse Kylie Minogue rejoint elle aussi le casting du film,.
Brad Peyton avait déjà dirigé Dwayne Johnson dans Voyage au centre de la Terre 2 : L'Île mystérieuse.

### Tournage

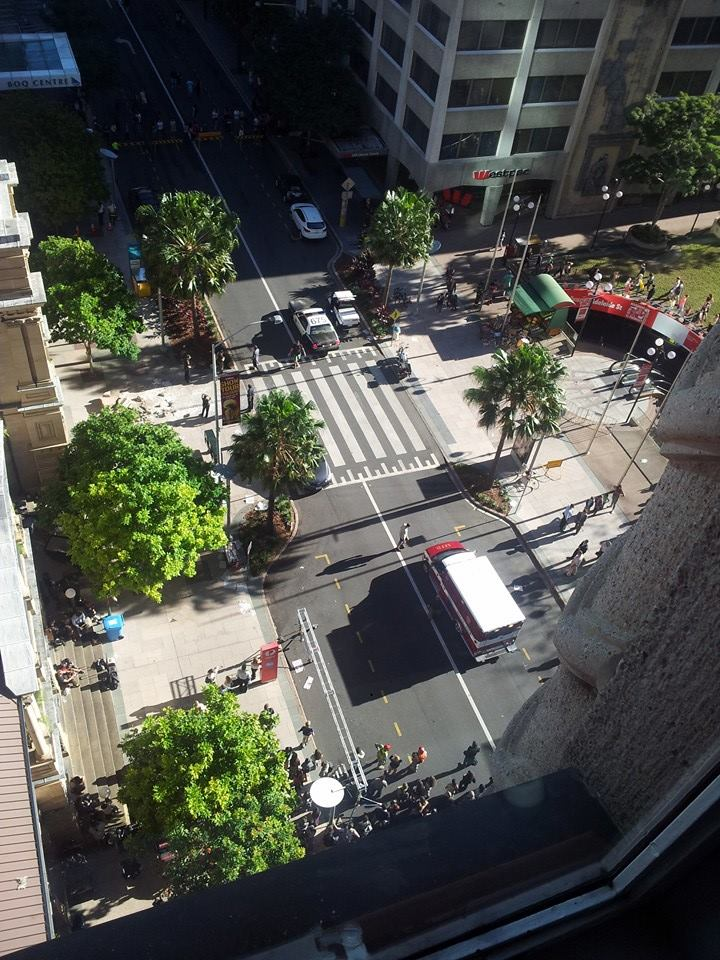
La seconde équipe du film tournant à Brisbane en Australie.

Le 17 décembre 2013, Variety rapporte que le film sera tourné au Village Roadshow Studios à Gold Coast dans le Queensland en Australie. La production du film devait d'abord commencer en avril 2014 avec des lieux incluant Ipswich et Brisbane. Le 20 mars 2014, il est annoncé que le film Gods of Egypt entre en production, San Andreas lui entrera en production peu après. Le 16 avril 2014, Dwayne Johnson poste des photos de la production sur Twitter,.
Le tournage du film commence le 22 avril 2014 en Australie, puis à Los Angeles, Bakersfield et San Francisco,. Le 12 mai, le tournage prend place dans la Lockyer Valley. Les 10 et 11 mai, le tournage a lieu à Los Angeles puis la production retourne en Australie tourner le reste des scènes. Le 17 mai, la seconde équipe technique filme des scènes à Bakersfield, où un hélicoptère est aperçu tandis que Dwayne Johnson est occupé à Gold Coast. Le 22 juin, l'équipe du film est aperçue en train de filmer des scènes de catastrophe sur Elizabeth Street à Brisbane.
La seconde équipe du film commence à tourner des scènes le 8 juillet à San Francisco tandis que la première équipe technique commence le tournage entre le 21 et le 27 juillet. Entre le 15 et le 16 juillet, la première équipe filme des scènes dans Fisherman's Wharf, tandis que la seconde équipe tourne aussi des scènes dans l'Embarcadero le 16 juillet. Le 21 juillet, le tournage prends place à AT&T Park, où l'équipe tourne d'autres scènes durant le jeu des Giants de San Francisco. Le 22 juillet, l'équipe de film tourne des scènes de tremblements de terre avec des faux cadavres et des faux déchets à Hyde et Lombard Street dans Russian Hill. Le 23 juillet, l'équipe tourne une scène de catastrophe dans The Armory. Le 26 juillet, le tournage se passe près du Fairmont Hotel. Le dernier jour de tournage se déroule à California Street, dans le Financial District le 27 juillet 2014.
L'immeuble où se trouve le restaurant panoramique est celui de l'hôtel "The Standard Downtown". Il a été modifié dans le film et le restaurant panoramique a été ajouté numériquement.
Les acteurs ont passé près d'une semaine à tourner des scènes dans l'eau. La production a loué le plus grand bassin en Australie, et l’un des plus gros au monde, un bassin qui contient près de 2 millions de gallons d’eau (~7600 m³), afin de faire couler un immeuble de 900 pieds carrés (~84 m²) en quelques secondes. Il s’agissait de la plus grosse structure jamais construite dans un lieu de ce type.

### Musique
Le 24 juillet 2014 est annoncé que le compositeur choisi pour le film sera Andrew Lockington. Pour l'anecdote, le compositeur s'est procuré des enregistrements sonores de la faille de San Andreas en mouvement, auprès de scientifiques. Il a ensuite transposé ces informations en notes de musique. Cette dernière, comme les effets sonores du séisme qui sont entendus dans le film, s'inspirent donc des vrais sons de la faille de San Andreas.
Dans l'une des bandes annonces dévoilées pour le film, la chanteuse Sia y interprète "California Dreamin'" des The Mamas and the Papas.

## Accueil

### Promotion
Le 17 mars 2014, une affiche du film avec Dwayne Johnson est révélée. La première bande annonce est dévoilée le 9 décembre 2014.
Après les séismes de 2015 au Népal, la Warner a revu différemment la promotion du film et a choisi de se concentrer sur l'aspect moins dramatique du film : la prévention des séismes.

### Sortie
Le 5 décembre 2013, la Warner Bros révèle vouloir distribuer le film en salles le 5 juin 2015 en 2D et 3D. Plus tard, le 21 octobre, la Warner Bros avance la sortie du film au 29 mai 2015. Il s'agit du premier film de la Warner Bros à être distribué dans un Dolby Cinema.

### Accueil critique
Malgré un grand succès commercial, le film reçoit des critiques assez mitigées à sa sortie.
Sur le site de critiques américain Rotten Tomatoes, le film obtient 50 % de critiques positives basées sur 241 critiques, avec une note moyenne de 5,2⁄10. La critique du film[Qui ?] parle d'« un film avec un très bon casting et des effets spéciaux remarquables, mais au milieu de toutes ces destructions, les personnages et l'intrigue du film se révèlent beaucoup moins travaillés. »[réf. nécessaire]. Quant aux spectateurs, le film recueille 64 % de critiques positives avec une moyenne de 3.6⁄5. Le site Metacritic établit un score de 43⁄100 basé sur 41 critiques indiquant « critiques mitigées ou moyennes. ». Les sondages sur CinemaScore effectués lors du week-end de sortie du film révèlent que les spectateurs du film ont donné une note moyenne pour le film équivalente à un A- sur une échelle allant de A+ à F.
En France, le site Allociné propose une note de 3⁄5 à partir de l'interprétation de 6 critiques de presse, tandis que du côté des spectateurs, la moyenne s'élève à 3.4⁄5. Selon Première.fr, la presse donne 2⁄4 au film tandis que les spectateurs sont beaucoup plus cléments, donnant un total de 3⁄4. Celles-ci[Quoi ?] sont aussi assez mitigées : Caroline Vié, du quotidien 20 minutes, déclare que « Dwayne Johnson sauve une fois de plus la mise dans "San Andreas" de Brad Peyton, réjouissant film catastrophe mené tambour battant. » avec une note de 3⁄4, la rédaction de Direct Matin déclare « Immeubles éventrés, ville dévastée, ambiance apocalyptique, course contre la montre, tsunami déferlant sur le pont de San Francisco, tous les ingrédients du film catastrophe sont réunis. » avec une note de 2⁄4. Simon Riaux d'Écran Large dit que le film est « stupide, prévisible et spectaculaire. Un film catastrophe à l'ancienne. » avec une note de 2⁄5, Noémie Luciani dans Le Monde déclare à son tour « certes, les effets spéciaux s’y déploient avec toutes les majuscules que l’on peut accorder au mot "SPECTACULAIRE" : l’ensemble est, somme toute, assez distrayant. ». La plus mauvaise critique du film est donnée par Hubert Lizé du Parisien qui parle d'un film « avec sa tonalité très adolescente, voire nunuche, le côté intimiste de l'histoire ne pèse pas lourd par rapport au volet catastrophe. On frôle même le ridicule dans ce happy end teinté d'héroïsme familial. ». Ce dernier donne une note de seulement 1⁄4.

### Box-office
Projeté dans 3777 cinémas lors du week-end de sa sortie aux États-Unis, le film est aussi projeté dans 3200 salles en 3D. Plusieurs jours auparavant, quelques rumeurs prédisent que le film pourrait empocher plus de 40 millions de dollars lors de son premier week-end d'exploitation. Le film réalise finalement plus de 53 millions de dollars de recettes dont 18 millions de dollars seulement pour son vendredi d'ouverture. Il s'agit du plus gros succès d'ouverture d'un film avec pour tête d'affiche Dwayne Johnson, surpassant les 36 millions de dollars d'ouverture de Le Roi Scorpion en 2002
.
Au 14 juin 2015, le film obtenait déjà près de 120 millions de dollars de recettes, remboursant son budget de 110 millions (avec un total de 473 990 832 dollars de recettes au niveau mondial).
| Pays ou région    | Box-office        | Date d'arrêt du box-office | Nombre de semaines |
| ----------------- | ----------------- | -------------------------- | ------------------ |
| États-Unis Canada | 155 190 832 $     | -                          | -                  |
| France            | 1 151 994 entrées | -                          | 8                  |
| Total mondial     | 473 990 832 $     | -                          | -                  |

## Distinctions
Entre 2015 et 2016, San Andreas a été sélectionné 12 fois dans diverses catégories et a remporté 2 récompenses.

### Récompenses
- Prix BMI du cinéma et de la télévision 2016 : Prix BMI de la meilleure musique de film décerné à Andrew Lockington.
- Prix de la Société canadienne des auteurs, compositeurs et éditeurs de musique : Prix du long métrage national décerné à Andrew Lockington.

### Nominations
- Prix du jeune public 2015 :
  - Meilleur film d'action,
  - Meilleure actrice dans un film d'action pour Alexandra Daddario,
  - Meilleur acteur de l'été pour Dwayne Johnson.
- Prix Schmoes d'or (Golden Schmoes Awards) 2015 : Meilleurs S&C de l'année pour Alexandra Daddario
- MTV Movie Awards 2016 :
  - Meilleure scène d’action pour Dwayne Johnson,
  - Meilleur héros pour Dwayne Johnson.
- Société des effets visuels 2016 :
  - Meilleurs effets visuels dans un film en prises de vues réelles pour Colin Strause, Randy Starr, Bryan Grill, Nordin Rahhali et Brian Cox,
  - Meilleur compositing dans un film pour Sandro Blattner, Hamish Schumacher, Nicholas Kim et Mariusz Rokicki (pour la destruction de Los Angeles),
  - Meilleurs simulations et effets par ordinateur dans un film en prises de vues réelles pour Joe Scarr, Lukas Lepicovsky, Yves D'Incau et Marcel Kern (pour le barrage Hoover et le Tsunami de San Francisco),
  - Meilleurs simulations et effets par ordinateur dans un film en prises de vues réelles pour Remy Torre, Marc Horsfield, Niall Flinn et Victor Grant (pour la destruction de Los Angeles).